# Comuna Moskovske, Lîpova Dolîna
Moskovske (în ucraineană Московське) este o comună în raionul Lîpova Dolîna, regiunea Sumî, Ucraina, formată din satele Arșukî, Homenkove, Moskovske (reședința), Steahailivka, Vesela Dolîna și Voropaii.

## Demografie
Componența lingvistică a comunei Moskovske
     Ucraineană (98,38%)
     Rusă (1,62%)
Conform recensământului din 2001, majoritatea populației comunei Moskovske era vorbitoare de ucraineană (98,38%), existând în minoritate și vorbitori de rusă (1,62%).